# Boudjellil (Béjaïa)
Pour les articles homonymes, voir Boudjellil.
Boudjellil (en arabe : بوجليل, en kabyle: Vujlil, en tifinagh: ⴱⵓⵊⵍⵉⵍ) est une commune de la wilaya de Béjaïa, en Algérie.

## Géographie

### Situation
Boudjellil est située dans la vallée de la soummam , dans le Djurdjura méridional à l'extrême sud-ouest de la wilaya de Béjaïa. La commune est frontalière des wilayas de Bouira et de Bordj Bou Arreridj , délimité par Tazmalt au nord, Aït-R'zine et Ighil Ali à l'est, Ighil Ali encore au sud, Chorfa et Ath Mansour Taourirt (wilaya de Bouira) à l'ouest et enfin Ouled Sidi Brahim (Bordj-Bou-Arreridj) au sud-ouest. Elle fait partie de la vallée du Sahel-Djurdjura de petite kabylie.
- Boudjellil est l'une des trois commune qui compose la tribut historique d'Ath Abbes avec Ait R'zine et Ighil Ali 
| Chorfa (Bouira)                        | Tazmalt    | Aït-R'zine |
| Ath Mansour (Bouira)                   | Boudjellil | Ighil Ali  |
| Ouled Sidi Brahim (Bordj-Bou-Arreridj) | Ighil Ali  | Ighil Ali  |

### Relief, géologie, hydrographie
Boudjellil est la plus grande commune de la wilaya de Béjaia avec une superficie de 99,85 km2.

### Climat

#### Hivers
Les hivers ont été doux, avec des températures moyennes autour de 12°C en janvier. Les précipitations ont été modérées, totalisant environ 750 mm par an, avec des épisodes de petites pluies douces plus fréquents en décembre et janvier.

#### Étés
Les étés ont été extrêmement chauds, avec des températures atteignant 41°C en juillet et août. Les journées étaient longues et ensoleillées. Les nuits, bien que plus fraîches, étaient adoucies par un vent doux.

#### Printemps et Automnes
Les printemps et les automnes ont offert des conditions climatiques agréables, avec des températures printanières variant entre 15°C et 25°C et des températures automnales entre 20°C et 30°C. Les pluies modérées ont préparé la région pour les mois plus froids.
En résumé, Boudjellil a connu un climat varié en 2024, avec des étés très chauds et secs, des hivers doux avec quelques petites pluies, et des printemps et automnes agréables.

### Lieux-dits, quartiers et hameaux
La commune de boudjellil se compose de 17  villages :
- Aftis
- Avalich
- Tigrine
- Hamda
- Ath wihdhan
- Thala lbir
- Tansawth
- Ath saida
- Ath mansour
- Ath Helassa
- Tawrirth
- Ath dacéne
- Talafsa
- Tighilt
- Ath alouane
- Metchike
- Azrou
- Boudjellil

## Histoire
De bouche a oreille, les habitants Ait vujlil de la commune habitaient à (Laazib N Ibujlilen) sur la rive d'Assif Asemmam. Menacés par une épidémie ravageuse, ils ont du abandonner leurs terres et élire refuge  principalement sur les hauteurs  de Tinicwin (Agrur Nu zimba) avant de s'installer définitivement à Azru, Abaliche et Tighilt. 
A-vujlil (pl. I-bujlilen) ou l'homme qui porte la tunique (ajlil), tend à s'identifier, vers le XIXe siècle, comme propriétaire terrien dans un espace  compris entre l'Arch des Ath Aabbas et celui des Ath Melikech, et qui s’étant de Tamurt Ufella vers  l'Ouest, jusqu'aux limites d'Ath Wihdan et  la source d'eau douce (Thala M'ghisa) vers l'Est.      

## Économie
la commune compte des entreprises parmi elles:
UFMATP, spécialisée dans la fabrication des machines de travaux publics et agricoles
Platrière Boudjellil sis a thala elvir 

### Articles connexes

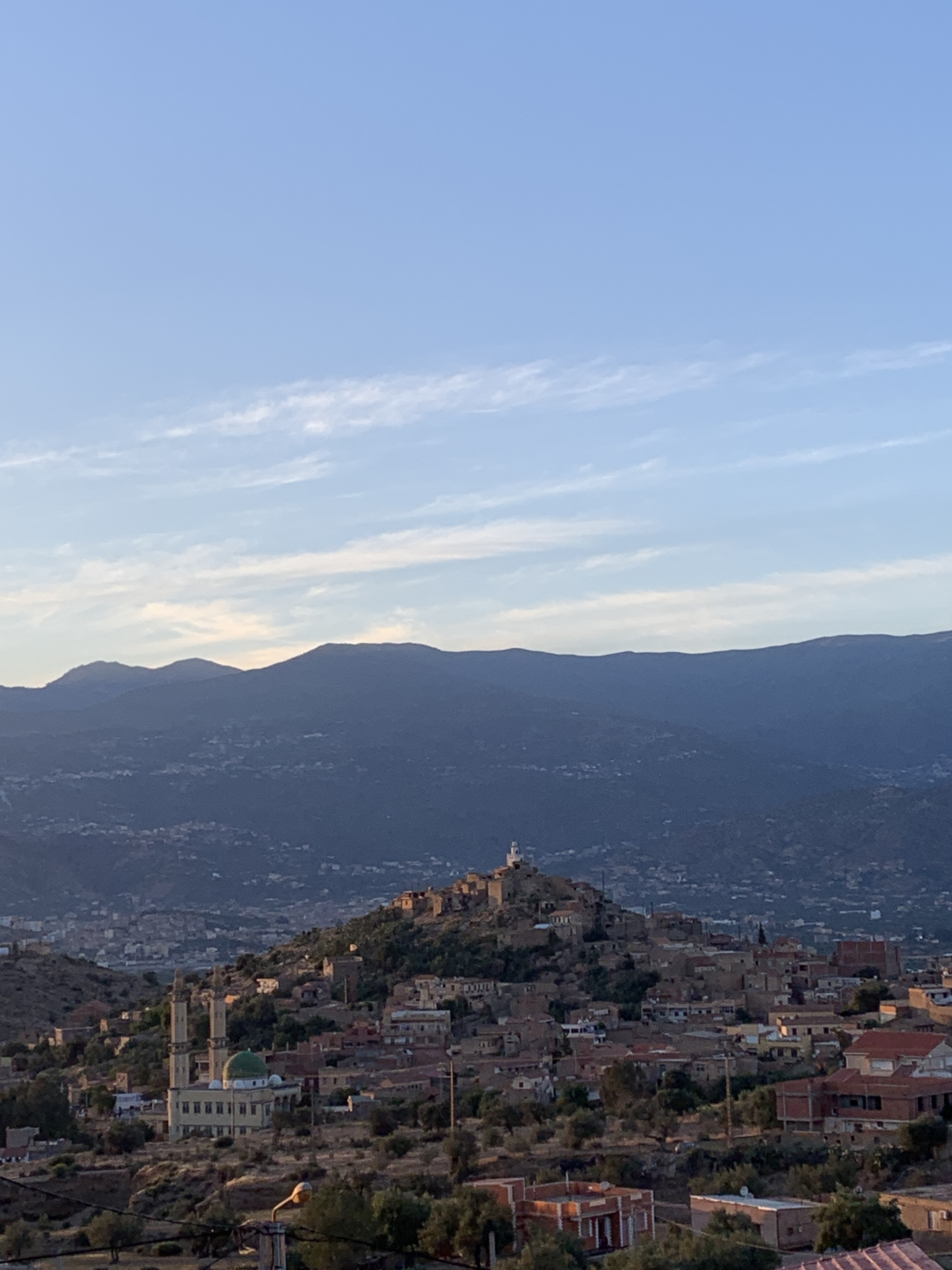
Boudjellil le 10 Mai 2024

## Sources, notes et références
1. ↑  « Wilaya de Béjaïa : répartition de la population résidente des ménages ordinaires et collectifs, selon la commune de résidence et la dispersion ». Données du recensement général de la population et de l'habitat de 2008 sur le site de l'ONS.